# 2015年スペイン総選挙
2015年スペイン総選挙（2015ねんスペインそうせんきょ、スペイン語: Elecciones generales de España de 2015）は、2015年12月20日に投開票された第11回スペイン議会総選挙である。下院の全350議席、上院の266議席中208議席が改選された。前回の2011年スペイン総選挙からは4年1か月が経過しており、これはスペインの民主化以後ではもっとも長い総選挙の間隔となった。

## 概要
前回選挙で政権を奪った国民党(PP)はマリアーノ・ラホイ首相の下で政権の維持（2期目）を目指し、スペイン社会労働党(PSOE)は若いペドロ・サンチェス書記長の下で4年ぶりの政権奪還を目指す。新興勢力のポデモスとシウダダノスは前回選挙に参加していないが、2015年5月の地方自治体選挙と自治州議会選挙で躍進しており、上院にはすでに自治州政府任命による上院議員を有している。両政党は下院では初の議席獲得を試みる。
2015年5月に行われた地方自治体選挙と自治州議会選挙後、6月には2016年の予算案を国会解散前に通過させることが確認され、総選挙日を12月まで遅らせることが強く暗示された。それによって予算案の議会内手続きを完了させる時間が生まれ、総選挙の日程は12月13日または12月20日が有力候補に挙げられた。最終的には10月1日に行われた会見で、ラホイ首相は法的に可能な範囲でもっとも遅い日である12月20日に総選挙を行うことを発表した。
12月20日に投開票された総選挙では123議席を獲得した国民党が第1党となったが、前回選挙から大きく議席数を減らし、過半数の175議席に届かなかった。国民党は前回の2011年選挙から得票率を16%低下させて64議席を失っている。選挙前の政権党としては1982年以来最悪の損失を記録し、国民党としては1989年以来最悪の結果となった。最大野党である社会労働党も、前回選挙から20議席を失って歴史的に低調な結果となり、民主化後初めて100議席を下回った。ポデモスは選挙前最後の世論調査と比較して良い結果を得ており、得票率20%を超える500万票以上を獲得して第三党となった。社会労働党とポデモスの差は得票率でわずか1.3%、得票数でわずか30万票だった。17自治州中8自治州では社会労働党ではなくポデモスが主要な左派勢力となり、カタルーニャ州とバスク州ではポデモスが最大勢力となっている。選挙直前の世論調査でシウダダノスは社会労働党に迫るか、あるいは社会労働党に代わって第二勢力となることが予想されたが、得票数350万票で40議席に終わり、予想を下回る第四党となった。
第一党（国民党）は123議席しか獲得できず、これは第一党として過去最低の結果（これまでの記録は1996年の156議席）となった。第三党（ポデモス）は69議席を獲得しており、これも第三党として過去最高の結果（これまでの記録は1979年の23議席）となった。第一党となった国民党のマリアーノ・ラホイ（現首相）は、「すべてのスペイン人の総合的な関心に」配慮した安定した政府を成立させる意向を示したが、政治思想が似通ったシウダダノスとの選挙後協力に失敗した場合、政治思想が異なる社会労働党の支持または首相指名投票での棄権が必要となる。このため、首相の選出が難航することが予想されている。

## 選挙データ

### 内閣
- 選挙時：第2次ラホイ内閣
  - 首相：マリアーノ・ラホイ・ブレイ
  - 与党：国民党（PP）

### 選挙期間
- 2015年12月4日-18日[6]

### 投票日
- 2015年12月20日

### 改選数
- 上院：208
- 下院：350

### 立候補者
上院議員：1543人
下院議員：4353人

### 選挙制度
- 上院：中選挙区制
- 下院：厳正拘束名簿式比例代表制

#### 投票方法
- 上院：秘密投票、制限連記投票、1票制
- 下院：秘密投票、単記投票、1票制

#### 選挙権・被選挙権
満18歳以上のスペイン国民

### 投票結果
- 総人口：46,439,864
- 有権者数：36,510,952[8][9][10]
- 投票数：
  - 上院議員：24,867,744
  - 下院議員：25,349,824
- 有効投票数：
  - 上院議員：23,088,578
  - 下院議員：24,935,064
- 白票：
  - 上院議員：978,313
  - 下院議員：187,766
- 無効票：
  - 上院議員：800,853
  - 下院議員：226,994

## 選挙制度
スペインの立法府である国会(Cortes Generales)は二院制である。
- 下院
- 上院

立法の発案権は下院と上院の両院（に加えて政府）が有しているが、下院は上院よりも大きな立法権を有しており、下院の絶対過半数によって上院の発案権の大部分を無効とすることができるため、スペインの二院制は非対称であるとされる。下院のみが首相からの信任を付与または剥奪する能力を持つ。上院は下院による無効の対象外であるいくつかの排他的な機能を有しているが、上院の権利は限られている。スペインの選挙制度は秘密投票の普通選挙に基づいている。
下院
下院350議席のうち348議席は、スペインに50ある県ごとに分けられた選挙区から、ドント方式かつ厳正拘束名簿式の比例代表制で選出される。スペインに2ある自治市のセウタとメリリャからは1人ずつが選出される。下院議員の任期は4年間である。それぞれの選挙区はまず2議席を確保し、残りの248議席は選挙区の人口に比例して配分される。それぞれの選挙区で総投票数（白票も含む）の3%以上を獲得した政党/選挙連合のみが議席を獲得する権利を得る。
今回の選挙における下院の議席の配分は以下のとおりである。
| 選挙区 | 議席数 | 地図 |
| --- | ------ | ---- |
| マドリード県                                                                                                   | 36     |      |
| バルセロナ県                                                                                                   | 31     |      |
| バレンシア県                                                                                                   | 15     |      |
| アリカンテ県、セビリア県                                                                                       | 12     |      |
| マラガ県 | 11     |      |
| ムルシア県 | 10     |      |
| カディス県 | 9      |      |
| アストゥリアス県、バレアレス諸島県、ア・コルーニャ県、ラス・パルマス県、ビスカヤ県                             | 8      |      |
| グラナダ県、ポンテベドラ県、サンタ・クルス・デ・テネリフェ県、サラゴサ県                                       | 7      |      |
| アルメリア県、バダホス県、コルドバ県、ジローナ県、ギプスコア県、タラゴナ県、トレド県                           | 6      |      |
| カンタブリア県、カステリョン県、シウダ・レアル県、ウエルバ県、ハエン県、レオン県、ナバーラ県、バリャドリッド県 | 5      |      |
| アラバ県、アルバセテ県、ブルゴス県、カセレス県、リェイダ県、ルーゴ県、オウレンセ県、ラ・リオハ県、サラマンカ県 | 4      |      |
| アビラ県、クエンカ県、グアダラハラ県、ウエスカ県、パレンシア県、セゴビア県、テルエル県、サモラ県               | 3      |      |
| ソリア県 | 2      |      |
| セウタ and メリリャ                                                                                            | 1      |      |

上院
スペインに50ある県のうちイベリア半島部の47県それぞれに4議席が割り当てられる。バレアレス諸島州とカナリア諸島州では、規模の大きな3島、マヨルカ島、グラン・カナリア島、テネリフェ島にそれぞれ3議席が割り当てられ、メノルカ島、イビサ島&フォルメンテーラ島、フエルテベントゥーラ島、ラ・ゴメラ島、エル・イエロ島、ランサローテ島、ラ・パルマ島にそれぞれ1議席が割り当てられる。スペインに2ある自治市のセウタとメリリャにはそれぞれ2議席が割り当てられる。上院議会選挙には制限連記制が使用され、選挙人は政党/選挙連合ではなく候補者に投票する。4議席を有する選挙区では、選挙人は最大3人の候補者に投票することができる。2議席または3議席を有する選挙区では、選挙人は最大2人の候補者に投票することができる。1議席を有する選挙区では、選挙人は1人の候補者に投票することができる。各選挙区において得票数が多い順に当選となる。上院議員の任期も下院議員と同じく4年間である。直接選挙の上院議員選挙で選出された208人の上院議員に加えて、各自治州の立法府は少なくとも1人、さらに自治州の人口100万人あたり1人を加えた数の上院議員を任命する権利を有している。一般的に自治州議会による任命は総選挙と同時には行われず、自治州議会選挙後に行われる。

### 有資格者
国会議員と自治州議会議員の兼任は禁止されており、もし自治州議会議員が国会議員に当選した場合は自治州議会議員の座を辞任しなければならない。裁判官、判事、オンブズマン、軍関係者、警察関係者、憲法裁判所や選挙裁判所の関係者は、その職務と国会議員を兼任することができず、例えば国営放送局テレビシオン・エスパニョーラ(RTVE)などの公的機関や、国家による独占企業の最高経営責任者(CEO)、それと同等の立場の指導者もまた同様である。
2002年6月の政党法ではスペイン最高裁判所による立候補の制限が認められた。その政党や人物がイデオロギー、宗教、信条、国籍、人種、性別や性的嗜好の点で差別を行う人物であると判断した場合、また政治的目標を達成するための手段として暴力を扇動したり組織したと判断した場合、また「テロ組織」の行動を支持したり賛美したと判断した場合に、最高裁判所はその政党や個人候補者の立候補に制限を加えることができる。
2007年の地方自治体選挙のために発効された選挙法によると、候補者リストには男女それぞれが少なくとも40%を占めていなければならないため、5人の候補者リストの場合には男女それぞれが2人以上含まれている必要がある。選挙管理委員会に登録されている政党と選挙連合が候補者リストを提出できる。選挙管理委員会に登録されていない被選挙者のグループは、特定の選挙区の登録有権者の1%の署名を集めることでリストを提出できる。前回の総選挙で議席を得られなかった政党は、立候補を行う選挙区で登録有権者の0.1%の署名を集めることが必要となる。

## 経過

### 2011年総選挙
スペイン社会労働党(PSOE)は2004年から2011年まで政権党を務めたが、ホセ・ルイス・ロドリゲス・サパテロ首相は悪化する経済状況に苦しめられた。2011年初頭にはサパテロ首相が国会議員を退任（首相も退任）してマドリード州議会議員に転じる意向を示した。2011年5月22日に行われた2011年スペイン総選挙で、与党の社会労働党は1977年以来最悪となる結果に終わり、野党の国民党(PP)が圧勝した。2011年12月20日にマリアーノ・ラホイがスペイン首相に就任し、前任者であるサパテロを苦しませた議会の安定をなし得ると、過半数の186議席を獲得した国民党とラホイ首相は政治的・経済的状況の自由な舵取りを任された。しかし、ラホイ首相は法令の乱用、野党による法案改正の阻止、議会内委員会の阻止などを行い、メディアと野党の双方から強い批判を浴びた。
2012年3月の第38回社会労働党党大会では、元副首相のアルフレード・ペレス・ルバルカバが元国防大臣のカルマ・チャコンとの接戦に勝利してPSOE書記長（党首）に就任した。

### 二大政党制の拒絶
2011年5月の地方自治体選挙と州議会選挙の直前には、「15-M運動」（5月15日）または「インディグナードス運動」（怒れる者たち）などと呼ばれるスペイン反緊縮運動が起こっていた。さらなる民主化、財政緊縮や増税の停止を求める街頭での抗議活動やデモ運動が増加し、国民党と社会労働党によって形成された二大政党制の拒否に発展した。国民党が政権を握った後には選挙公約違反や汚職事件が問題化し、民衆による抗議運動は激化した。社会変革のうねりは「国会を包囲せよ」（2011年9月25日）、「尊厳のための行進」（Marchas de la Dignidad, 2014年10月22日）、「市民の潮流」（Mareas Ciudadanas、2015年2月23日）などの大規模街頭デモ運動に発展した。
国民党が大幅に支持率を失ったにもかかわらず、最大野党である社会労働党はこの社会的不満の流れに乗れず、2011年総選挙で失った支持率を回復できずにいた。専門家の仮説によれば、サパテロ首相最後の内閣とその経済政策の記憶が有権者の頭の中に新鮮に残っていたためであるとされる。2012年に行われた地方選挙は無残な結果の連続であり、2013年にはカタルーニャ州の協力者であるカタルーニャ社会主義者党(PSC)との関係崩壊の恐れが党をさらに弱体化させた。ルバルカバ書記長の個人支持率は急落し、そのリーダーシップが疑問視された。2013年11月の党内政治会議後には危機が一時的に落ち着いたが、書記長選挙は2014年後半まで延期されることとなった。

### 2014年欧州議会議員選挙
両政党の問題は2014年欧州議会議員選挙の結果に表れた。国民党は経済回復が進行中であると主張したが、両政党は得票率の崩壊を防ぐことはできず、史上初めて二大政党を合わせた得票率が50%を下回った。新興勢力のポデモスとシウダダノスは二大政党に不満を持つ有権者の支持を得て躍進した。社会労働党のルバルカバ書記長は欧州議会議員選挙翌日に書記長の座を辞任した。臨時党大会が行われ、ペドロ・サンチェスが新たな書記長に選出された。この選挙はまた、39年間王位にあるフアン・カルロス1世の退位を早めたとも言われている。健康状態の悪化や、不祥事の連続で人気が低迷したこともあって、2014年6月には息子のフェリペがフェリペ6世としてスペイン国王に即位した。

### 2015年地方選挙
4年前に社会労働党に起こったことと同じように、2015年5月の地方自治体選挙と州議会選挙で国民党は大敗した。前回選挙時に得た議席を失っただけではなく、歴史的に右派が強いバレンシア州、マドリード、バレンシアなどでも左派の連立政権が誕生した。社会労働党の結果は成功と失敗が混在しており、選挙前に他政党と選挙協力を行ったおかげで失っていた多くの議席を回復することができた。
マドリード、バルセロナ、バレンシア、サラゴサ、ア・コルーニャ、フェロル、サンティアゴ・デ・コンポステーラ、カディスなどの都市で、ポデモスが主導または推進する自治体選挙プラットフォームが政権に参画し、ポデモスにとっては大成功の選挙となった。シウダダノスもポデモス同様に大きな成功を収め、ほとんどの自治州や主要都市の議会に議席を得たうえに、その大半で政権の鍵となった。

## 選挙体制

### 選挙連合
国民党(PP)、スペイン社会労働党(PSOE)、ポデモス、人民連合などは、いくつかの地域で他政党との選挙連合を形成する。
|                |                  |
| 国民党の連合   | 社会労働党の連合 |
|                |                  |
| ポデモスの連合 | 人民連合の連合   |

- 国民党(PP)
  - アラゴン州: アラゴン人党との選挙協力
  - アストゥリアス州: アストゥリアス・フォーラムとの選挙協力
  - ナバーラ州: ナバーラ住民連合との選挙協力

- スペイン社会労働党(PSOE)
  - カナリア諸島州: ヌエボ・カナリアス（英語版）との選挙連合
  - カタルーニャ州: カタルーニャ社会主義者党（英語版）の一部

- ポデモス
  - アラゴン州ウエスカ県: アオーラ・アルト・アラゴン・エン・コムンの一部
  - カタルーニャ州: アン・クムー・プデムの一部
  - ガリシア州: エン・マレーアの一部
  - バレンシア州: コアリシオ・コンプロミスとの選挙連合

- 人民連合
  - アストゥリアス州: アストゥリアス左翼（英語版）との選挙連合
  - アラゴン州: アラゴン主義者連合（英語版）との選挙連合
  - カスティーリャ・イ・レオン州セゴビア県: セゴビエモスとの選挙連合
  - カスティーリャ・イ・レオン州バリャドリッド県: カスティーリャ左翼（英語版）との選挙連合
  - ナバーラ州: ナバーラ統一左翼（英語版）の一部
  - カタルーニャ州とガリシア州: 人民連合としては参加しない。統一左翼の地域支部がエン・マレーアやアン・クムー・プデムに参加し、全国レベルではポデモスを支持する。

### 政党別スローガン
全国政党/選挙連合
- 国民党(PP): "Spain seriously".[37]
- スペイン社会労働党(PSOE): "A future for the majority".[38]
- 人民連合 (UP): "For a new country".[37]
- 連合・進歩・民主主義 (UPyD): "More Spain".[39]
- ポデモス: "A country with you".[37][40]
  - エス・エル・モメント（英語版）: "It is just time".[41]
  - アン・クムー・プデム: "The change does not stop".[42]
  - エン・マレーア: "To change everything, so that nothing remains the same".[43]
- シウダダノス (C's): "With hope".[37][44]

地域政党/選挙連合
- 民主主義と自由 (DiL): "Possible".[45]
- カタルーニャ民主連合 (UDC): "Solutions!".[46]
- カタルーニャ共和主義左翼 (ERC): "We are Republic".[47]
- エウスカル・エリア・ビルドゥ (EH Bildu): "Join the decision".[48]
- バスク民族主義党 (EAJ-PNV): "First the Basque Country. It is what matters".[48]

## 討論会

### 選挙運動開始前
- 11月21日 - テレビ番組Un tiempo nuevoによるハビエル・マロート（PP）、パチ・ロペス（PSOE）、フアン・カルロス・ヒラウタ（Juan Carlos Girauta、C’s）、イニゴ・エレホン（Íñigo Errejón、Podemos）、アントニオ・マイージョ（Antonio Maíllo、IU-UP）、アンドレス・エルソグ（Andrés Herzog、UPyD）の討論会、放送局クアトロによって放送された。司会進行役はジャーナリストのシルビア・インチャウロンド（Silvia Intxaurrondo）が務めた[49]。
- 11月26日 - Twitterスペインによって組織された、ハビエル・マロート（PP）、イニゴ・エレホン（Podemos）、マリーア・ゴンサーレス・ベラクルス（María González Veracruz、PSOE）、アンドレス・エルソグ（UPyD）、ソル・サンチェス（Sol Sánchez、IU-UP）、フェルナンド・デ・パラモ（Fernando de Páramo、C’s）の討論会。若年層をターゲットにストリーミング方式によって放送された。司会進行役はアンヘル・カルモーナ[50]。
- 11月27日 - アソシアション・デーモスによってカルロス3世大学でパブロ・イグレシアス（Podemos）とアルベルト・リベーラ（C’s）の討論が行われた。この討論会にはペドロ・サンチェス（PSOE）とマリアーノ・ラホイ（PP）も招待されたが、両者によって拒否された。ストリーミング方式によって放送された。司会進行役はジャーナリストのカルロス・アルシーナ（Carlos Alsina）[51]。
- 11月30日 - 日刊紙エル・パイスによりペドロ・サンチェス（PSOE）、アルベルト・リベーラ（C’s）、パブロ・イグレシアス（Podemos）の討論会が開催された。司会進行役はカルロス・デ・ベガ。この討論会にはマリアーノ・ラホイ（PP）も招待されたが、参加しなかった。その代わりにPP側からソラージャ・サエンス・デ・サンタマリーアの参加が打診されたが、この提案はエル・パイスから拒否された[52]。この討論会は国内外の50ものマスメディアによって、ストリーミング方式で配信された[53]。
- 12月1日 - PP、PSOE、UP、Podemos、C’sのマラガ県選挙区の候補者リスト筆頭者による討論会が日刊紙Surによって行われた。司会進行役はマヌエル・カスティージョ[54]。
- 12月2日 - ラジオ・バレンシアによりバレンシアのPP、PSOE、UP、UPyD、Podemos-Compromís、C’sの討論会が再際された。司会進行役はベルナルド・グスマン[55]。

### 選挙運動開始後
- 12月4日 - コルドバ大学の弁論部CDU（Córdoba Debate Universitario）主催のPP、PSOE、UP、C’s、Podemosのコルドバ県選挙区の候補者リスト筆頭者による討論会がサークル会館本部で開催された[56][57]。
- 12月7日 - Atresmedia Corporación主催でソラージャ・サエンス・デ・サンタマリーア（PP）、ペドロ・サンチェス（PSOE）、アルベルト・リベーラ（C’s）、パブロ・イグレシアス（Podemos）の討論会が開催（7D: El debate decisivo参照）。当初マリアーノ・ラホイ（PP）が参加を打診されたが、出席を断った。アンテナ3、Antena 3 Internacional、ラ・セクスタ、Onda Ceroやストリーミングによってインターネットで放送された。ジャーナリストのアナ・パストール（Ana Pastor）とビセンテ・バジェス（Vicente Vallés）が司会進行役を務めた[58]。
- 12月9日 - 国営放送局のRTVEによってパブロ・カサード（Pablo Casado、PP）、アントニオ・エルナンド（Antonio Hernando、PSOE）、アルベルト・ガルソン（Alberto Garzón、IU-UP）、アンドレス・エルソグ（UPyD）、マルタ・リベーラ（Marta Rivera、C’s）、イニゴ・エレホン（Podemos）、ムンサラート・スローカ（UDC）、アイトル・エステバン（Aitor Esteban、PNV）、ミケル・プッチ（DiL）の討論会が開催された。討論会の様子はLa 1で放送された[59]。
- 12月10日 - ナバーラ州議会の多目的ホールで、ナバーラ弁論協会AND（Asociación Navarra de Debate）主催によるUPN-PP、ナバーラ社会党、ゲロア・バイ、ビルドゥ、Podemos、UP-Ahal Dugu、C’sの候補者リスト筆頭者の討論会が行われた[60][61]。
- 12月10日 - Academia de las Ciencias y las Artes de Televisión主催によるマリアーノ・ラホイ（PP）とペドロ・サンチェス（PSOE）の1対1の討論会.[62]

## 結果
| 2015年スペイン総選挙 下院議員選挙結果 |                                                                  |                            |            |        |      |        |        |      |
|                                       |                                                                  |                            |            |        |      |        |        |      |
| 政党                                  | 政党                                                             | 筆頭候補者                 | 得票       | 得票   | 得票 | 議席   | 議席   | 議席 |
| 政党                                  | 政党                                                             | 筆頭候補者                 | 得票数     | 得票率 | 増減 | 議席数 | 議席率 | 増減 |
|                                       | 国民党 (PP)                                                      | マリアーノ・ラホイ・ブレイ | 7,215,530  | 28.72  |      | 123    | 35.14  | 63   |
|                                       | スペイン社会労働党 (PSOE)                                        | ペドロ・サンチェス         | 5,530,693  | 22.01  |      | 90     | 25.71  | 20   |
|                                       | ポデモス (PODEMOS)                                               | パブロ・イグレシアス       | 3,171,575  | 12.76  | 新規 | 42     | 12.00  | 42   |
|                                       | シウダダノス (C's)                                               | アルベール・リベラ         | 3,500,446  | 13.93  | 新規 | 40     | 11.43  | 40   |
|                                       | アン・クムー・プデム                                             | シャビエル・ドゥメナク     | 927,940    | 3.70   | 新規 | 12     | 3.43   | 9    |
|                                       | コンプロミス＝ポデモス＝エス・エル・モメント (Podemos-Compromís) | Joan Baldoví               | 671,071    | 2.67   | 新規 | 9      | 2.57   | 8    |
|                                       | カタルーニャ共和主義左翼＝カタルーニャ・シ (ERC-CAT Sí)          | Gabriel Rufián             | 599,289    | 2.39   |      | 9      | 2.57   | 6    |
|                                       | 民主主義と自由                                                   | フランセスク・オムス       | 565,501    | 2.25   |      | 8      | 2.29   | 2    |
|                                       | エン・マレーア (Podemos-En Marea-Anova-EU)                       | Antón Gómez                | 408,370    | 1.63   | 新規 | 6      | 1.71   | 6    |
|                                       | バスク民族主義党 (PNV)                                           | アイトル・エステバン       | 301,585    | 1.20   |      | 6      | 1.71   | 1    |
|                                       | 人民連合 (UP)                                                    | アルベルト・ガルソン       | 923,105    | 3.67   |      | 2      | 0.57   | 9    |
|                                       | エウスカル・エリア・ビルドゥ (EH Bildu)                          | Onintza Enbeita            | 218,467    | 0.87   |      | 2      | 0.57   | 5    |
|                                       | カナリア連合 (CC)                                                | Ana Oramas                 | 81,750     | 0.33   |      | 1      | 0.29   | 0    |
|                                       | 動物虐待に反対する動物主義者党 (PACMA)                           | Silvia Barquero            | 219,181    | 0.87   |      | 0      | 0      | 0    |
|                                       | 連合・進歩・民主主義 (UPyD)                                      | Andrés Herzog              | 153,498    | 0.61   |      | 0      | 0      | 5    |
|                                       | Nós-Candidatura Galega (BNG-CG-FOGA-PCPG-PG)                     | Carlos Callón              | 70,464     | 0.28   |      | 0      | 0      | 0    |
|                                       | カタルーニャ民主連合 (UDC)                                       | Josep Antoni Duran         | 64,726     | 0.26   |      | 0      | 0      | 6    |
|                                       | Vox                                                              | Santiago Abascal           | 57,723     | 0.23   |      | 0      | 0      | 0    |
|                                       | Recortes Cero-Grupo Verde                                        | Nuria Suárez               | 48,217     | 0.19   |      | 0      | 0      | 0    |
|                                       | MÉS                                                              | Antoni Verger              | 33,931     | 0.14   |      | 0      | 0      | 0    |
|                                       | Partido Comunista de los Pueblos de España                       | Eduardo Corrales           | 30,895     | 0.12   |      | 0      | 0      | 0    |
|                                       | ゲロア・バイ (GBAI)                                              | Koldo Martínez             | 30,554     | 0.12   |      | 0      | 0      | 1    |
|                                       | El Pi-Proposta per Les Illes                                     | Jaume Font                 | 12,902     | 0.05   | 新規 | 0      | 0      | 0    |
|                                       | Ciudadanos de Centro Democrático (CCD)                           |                            | 10,805     | 0.04   |      | 0      | 0      | 0    |
|                                       | Escaños en Blanco                                                |                            | 10,060     | 0.04   |      | 0      | 0      | 0    |
|                                       | Falange Española de las JONS (FE de las JONS)                    |                            | 7,591      | 0.03   |      | 0      | 0      | 0    |
|                                       | Partido Solidaridad y Autogestión Internacionalista (SAIn)       |                            | 4,515      | 0.02   |      | 0      | 0      |      |
|                                       | Ciudadanos Rurales Agrupados (CRA)                               |                            |            | 0      | 新規 | 0      | 0      |      |
| 有効票                                | 有効票                                                           | 有効票                     | 24,924,597 | 73.20  |      |        |        |      |
| 無効票                                | 無効票                                                           | 無効票                     | 222,874    | 0.90   |      |        |        |      |
| 白票                                  | 白票                                                             | 白票                       | 184,575    | 0.75   |      |        |        |      |
| 総投票数                              | 総投票数                                                         | 総投票数                   | 24,924,597 | 73.21  |      |        |        |      |
| 死票                                  | 死票                                                             | 死票                       | 9,120,639  | 26.79  |      |        |        |      |

### 自治州別選挙結果（得票率）
| 自治州・自治都市             |       |       |       |       |       |      |       |       |       |       |       |       |      | 差     | 投票率 |
| ---------------------------- | ----- | ----- | ----- | ----- | ----- | ---- | ----- | ----- | ----- | ----- | ----- | ----- | ---- | ------ | ------ |
| アンダルシーア               | 29.10 | 31.53 | 13.77 | 16.86 |       | 5.77 |       |       |       |       |       |       |      | +2.43  | 71.34  |
| アラゴン                     | 31,34 | 23.06 | 17.21 | 18.56 |       | 6.16 |       |       |       |       |       |       |      | +8.28  | 74.71  |
| アストゥリアス               | 30.14 | 23.27 | 13.56 | 21.33 |       | 8.45 |       |       |       |       |       |       |      | +6.87  | 71.21  |
| カンタブリア                 | 36.94 | 22.42 | 15.25 | 17.84 |       | 4.42 |       |       |       |       |       |       |      | +14.52 | 76.00  |
| カスティーリャ＝ラ・マンチャ | 38.17 | 28.38 | 13.76 | 13.62 |       | 3.58 |       |       |       |       |       |       |      | +9.79  | 76.49  |
| カスティーリャ・イ・レオン   | 39.15 | 22.48 | 15.36 | 15.03 |       | 4.56 |       |       |       |       |       |       |      | +16.57 | 75.94  |
| カタルーニャ                 | 11.12 | 15.70 | 13.05 |       | 24.74 |      |       | 15.98 | 15.08 |       |       |       |      | +8.76  | 70.98  |
| マドリード                   | 33.46 | 17.88 | 18.80 | 20.86 |       | 5.26 |       |       |       |       |       |       |      | +12.60 | 77.75  |
| バレンシア                   | 31.30 | 19.84 | 15.84 |       |       | 4.17 | 25.09 | 0.09  |       |       |       |       |      | +6.27  | 76.58  |
| エストレマドゥーラ           | 34.82 | 36.00 | 11.37 | 12.64 |       | 3.01 |       |       |       |       |       |       |      | +1.18  | 74.11  |
| ガリシア                     | 37.10 | 21.33 | 9.07  |       |       |      |       |       |       | 25.04 |       |       |      | +12.60 | 73.00  |
| バレアレス諸島               | 29.07 | 18.31 | 14.78 | 23.05 |       | 2.37 |       |       |       |       |       |       |      | +6.02  | 65.21  |
| カナリア諸島                 | 28.54 | 21.99 | 11.42 | 23.28 |       | 3.12 |       |       |       |       |       |       | 8.24 | +5.26  | 65.66  |
| ラ・リオハ                   | 38.35 | 23.71 | 15.13 | 15.82 |       | 4.19 |       |       |       |       |       |       |      | +14.64 | 76.65  |
| ムルシア                     | 40.44 | 20.32 | 17.67 | 15.16 |       | 3.13 |       |       |       |       |       |       |      | +20.12 | 72.96  |
| ナバーラ                     | 28.93 | 15.53 | 7.05  | 22.99 |       | 4.11 |       |       |       |       |       | 9.90  |      | +5.94  | 74.28  |
| バスク                       | 11.62 | 13.25 | 4.09  | 25.97 |       | 2.94 |       |       |       |       | 24.75 | 15.07 |      | +1.22  | 71.45  |
| セウタ                       | 44.89 | 23.07 | 13.29 | 14.06 |       | 1.30 |       |       |       |       |       |       |      | +21.82 | 56.46  |
| メリージャ                   | 43.93 | 24.59 | 15.55 | 11.44 |       | 1.29 |       |       |       |       |       |       |      | +19.34 | 53.30  |
| 全国                         | 28.72 | 22.01 | 13.93 | 12.76 | 3.72  | 3.67 | 2.69  | 2.39  | 2.25  | 1.64  | 1.20  | 0.87  | 0.33 | +6.71  | 73.21  |
| 出典：El País                |       |       |       |       |       |      |       |       |       |       |       |       |      |        |        |

## 組閣
絶対多数の議席を得た政党がいないため、政府の成立には複数の政党による連立が必要となり、第一党となった国民党のマリアーノ・ラホイは国民党を中心とする政府の形成を試みている。スペイン社会労働党のペドロ・サンチェスは第一党である国民党が優先的に政府を成立させる権利を認識しているものの、国民党からの政権の交代を求めている。国民党とシウダダノス（右派2政党）の議席数の合計、社会労働党とポデモス（左派2政党）の議席数の合計のいずれも、下院の過半数には足りていない。このため、以下の4案が検討されている。
- 国民党、社会労働党
  - 二大政党の大連立。2政党の連立によって過半数を得られるのは、既存の二大政党である国民党と社会労働党が連立した場合のみであるが[65]、両党は政治思想的に異なる立場にある。
- 社会労働党、ポデモス、シウダダノス
  - 政治思想の枠組みを超えて国民党を排除することを目的とする連立である。
- 社会労働党、ポデモス、小規模な地域政党
  - 左派2政党が中心となる連立である。
- 再選挙
  - 最初の首相指名投票から2か月が経過しても首相を指名できない場合、総選挙のやり直し（再選挙）が必要となる。その場合は2016年春に再選挙が開催される[66]。

シウダダノスの党首であるアルベール・リベラは国民党と社会労働党のいずれも支持しないとしたものの、首相指名選挙では棄権することも厭わない（国民党政権を積極的に賛成することはないが、棄権することで結果的に国民党の政権成立を許す）と述べた。さらに、リベラはポデモスが関与するあらゆる協定に対して反対する姿勢を示した。
一方でポデモスの党首であるパブロ・イグレシアスは、社会労働党との連立に向けた交渉の開始を検討するために固苦しい用語を展開した。ポデモスの政策秘書であるイニゴ・エレホンもまた、首相指名選挙で社会労働党のサンチェスを支持することは拒否すると表明し、代替案として「（ポデモスにも社会労働党にも属しない）政党の枠組みを超えた独立候補者」を首相に指名することを提案した。
社会労働党が予期せず政界実力者の台本に書かれていたことが次第に明らかになり、社会労働党に注意が向けられた。党首のサンチェスはラホイが率いる政府とは反対側に投票する意向を示し、首相指名投票で棄権する可能性を拒否した。しかし、アンダルシア州首相のスサーナ・ディアスが率いる社会労働党の地域支部の指導者たちは、自政党の党首であるサンチェスに対して警告した。同時に社会労働党内では、振るわなかった選挙結果を考慮して、サンチェスの党首辞任（とディアスの支持）を求める声が高まった。一方でエミリアーノ・ガルシーア＝パヘやギリェルモ・フェルナンデス・バラなどの地域支部代表は、国民党に政権を成立させることを望んだ。
シウダダノスと国民党は社会労働党に対して、首相指名選挙で棄権して国民党による少数党政府を許すよう圧力をかけた。社会労働党は首相指名選挙で国民党のラホイに投票または棄権することで実質的にラホイを支持することへの懸念を隠していない。この3党が選挙後協力を組む場合は、ポデモスが事実上の最大野党となる。
総選挙から3日後の12月23日、国民党のラホイと社会労働党のサンチェスが公式に面会し、両党が首相指名選挙でラホイに投票する可能性について議論した。ラホイは社会労働党に対していくつかの妥協案を提示したが、サンチェスは国民党が率いるいかなる政権にも反対する姿勢を強調し、代替となる協定を検討することを提案した。シウダダノスのアルベール・リベラは国民党、社会労働党、シウダダノスという3党の間で「スペイン国家が必要とする政策改善の刷新」を推進する協定を提案した。リベラの提案からはポデモスが排除されており、リベラは「彼ら（ポデモス）はスペイン憲法を飛び越えてスペインを壊したがっている」と述べたが、この提案は社会労働党のサンチェスに無視された。この後、アンダルシア州首相のディアスは自政党の党首であるサンチェスに対して、この政策協定は社会労働党の党首個人（サンチェス）ではなく幹部委員会によって決定されたものであり、サンチェスの決定は（党の決定の）否認として捉えられると警告した。社会労働党と合意を結ぶ可能性について尋ねられたポデモスのイグレシアスは、「社会労働党はペドロ（・サンチェス）を首相にできないので、合意が成立するかわからない」と述べ、社会労働党内部で高まる党内危機に触れた。